# Hastanectes
Hastanectes valdensis, Cimoliosaurus valdensis, Plesiosaurus valdensis
Genre
Espèce
Synonymes
- †Cimoliosaurus valdensis Lydekker, 1889
- †Plesiosaurus valdensis (Lydekker, 1889)

Hastanectes est un genre fossile de plésiosaures de la famille fossile des Leptocleididae (super-famille des Plesiosauroidea). 
Selon Paleobiology Database en 2024, ce genre est resté monotypique avec pour seule espèce Hastanectes valdensis.

## Historique
Le genre Hastanectes est décrit en 2013 par les paléontologues Roger B. J. Benson (d), Hilary F. Ketchum (d), Darren William Naish (d) et Langan E. Turner (d),.
L'espèce Hastanectes valdensis est décrite en 1889 par le paléontologue britannique Richard Lydekker (1849-1915) sous le protonyme Cimoliasaurus valdensis,.

### Fossiles
Selon Paleobiology Database en 2024, ce genre Hastanectes a six collections référencées de fossiles. Ces collections sont du Berriasien au Valanginien du Crétacé inférieur, c'est-à-dire datent de 145 à 136,4 Ma avant notre ère.
Les premiers fossiles de ces animaux ont été décrits en 1889 par Richard B. Lydekker et provenaient de la formation Wadhurst Clay près de Hastings, dans le Sussex (Angleterre). Lydekker a attribué les restes à une nouvelle espèce du genre Cimoliasaurus, C. valdensis, et ce n'est qu'une redescription réalisée en 2012 qui a permis d'attribuer ce taxon à un nouveau genre, Hastanectes. 

### Synonymes
Selon Paleobiology Database en 2024, cette espèce Cimoliosaurus valdensis est renommée en 1905 par Koken en Plesiosaurus valdensis, en 2011 par Ketchum (d) en Cimoliasaurus valdensis, et en 2013 par Benson (d) et al. Hastanectes valdensis.

## Description
Cet animal, comme tous ses semblables, devait avoir une grosse tête armée de fortes dents et quatre membres en forme de nageoires. Les restes fossiles attribués à cette espèce comprennent quelques squelettes incomplets, qui permettent cependant de la différencier de formes similaires. Hastanectes avait la marge ventrale des centres vertébraux cervicaux rétrécie par des foramens sous-centraux à mi-chemin sur la longueur, puis élargie vers l'avant pour former une plate-forme triangulaire. En plus de cette caractéristique unique, Hastanectes présentait une combinaison de caractères qui le différenciaient des autres formes similaires : un cou court avec environ vingt vertèbres cervicales, des prézygapophyses cervicales bien espacées, un centre cervical avec une « lèvre » antérieure proéminente, une marge ventrale étroite de le centre cervical, les facettes articulaires des côtes à une seule tête et un humérus sigmoïdal.

## Classification
Cladogramme de la famille des Leptocleididae basé sur l'analyse de Ketchum (d) et Benson (d) en 2011 :
En complément, on peut aussi consulter l'image de 2013, concernant la phylogénie complète des plésiosaures :
| Phylogénie complète 2013 des plésiosaures. |

|              | Umoonasaurus                                                 |
|              |                                                              |
| Leptocleidus | \| \| L. capensis \| \| \| \| \| \| L. superstes \| \| \| \| |
|              | \| \| L. capensis \| \| \| \| \| \| L. superstes \| \| \| \| |
|              | L. capensis                                                  |
|              |                                                              |
|              | L. superstes                                                 |
|              |                                                              |

|  | L. capensis  |
|  |              |
|  | L. superstes |
|  |              |

|              | Umoonasaurus                                                 |
|              |                                                              |
| Leptocleidus | \| \| L. capensis \| \| \| \| \| \| L. superstes \| \| \| \| |
|              | \| \| L. capensis \| \| \| \| \| \| L. superstes \| \| \| \| |
|              | L. capensis                                                  |
|              |                                                              |
|              | L. superstes                                                 |
|              |                                                              |

|  | L. capensis  |
|  |              |
|  | L. superstes |
|  |              |

|              | Umoonasaurus                                                 |
|              |                                                              |
| Leptocleidus | \| \| L. capensis \| \| \| \| \| \| L. superstes \| \| \| \| |
|              | \| \| L. capensis \| \| \| \| \| \| L. superstes \| \| \| \| |
|              | L. capensis                                                  |
|              |                                                              |
|              | L. superstes                                                 |
|              |                                                              |

|  | L. capensis  |
|  |              |
|  | L. superstes |
|  |              |

|              | Umoonasaurus                                                 |
|              |                                                              |
| Leptocleidus | \| \| L. capensis \| \| \| \| \| \| L. superstes \| \| \| \| |
|              | \| \| L. capensis \| \| \| \| \| \| L. superstes \| \| \| \| |
|              | L. capensis                                                  |
|              |                                                              |
|              | L. superstes                                                 |
|              |                                                              |

|  | L. capensis  |
|  |              |
|  | L. superstes |
|  |              |

### Publications originales
- [2013] (en) R. B. J. Benson, H. F. Ketchum, D. Naish et E. Turner, « A new leptocleidid (Sauropterygia, Plesiosauria) from the Vectis Formation (Early Barremian–early Aptian; Early Cretaceous) of the Isle of Wight and the evolution of Leptocleididae, a controversial clade. », Journal of Systematic Palaeontology, vol. 11, no 2,‎ 2013, p. 233-250 (DOI 10.1080/14772019.2011.634444).
- [1889] (en) R. Lydekker, Catalogue of the Fossil Reptilia and Amphibia, Part II. Containing the orders Ichthyopterygia and Sauropterygia, 1889.